# Nigrotipula nigra ligulifera
Nigrotipula nigra là một loài ruồi trong họ Tipulidae. Chúng phân bố ở vùng sinh thái Palearctic.

## Hình ảnh

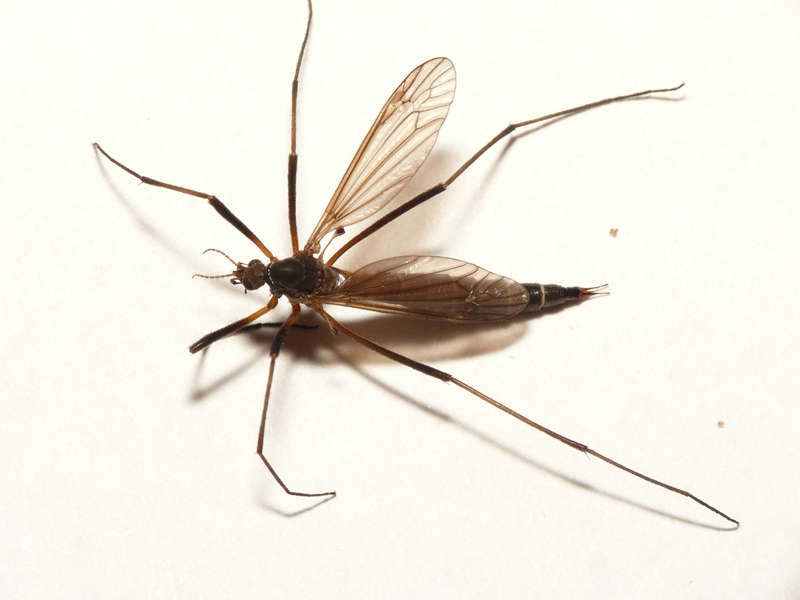